# Cerodrillia
Cerodrillia é um gênero de gastrópodes pertencente a família Drilliidae.

## Espécies
- Cerodrillia ambigua Fallon, 2016
- Cerodrillia arubensis Fallon, 2016
- Cerodrillia asymmetrica McLean & Poorman, 1971[3]
- Cerodrillia bahamensis (Bartsch, 1943)[4]
- Cerodrillia brasiliensis Fallon, 2016
- Cerodrillia brunnea Fallon, 2016
- Cerodrillia carminura (Dall, 1889)[5]
- Cerodrillia clappi Bartsch & Rehder, 1939[6]
- Cerodrillia cratera (Dall, 1927)
- Cerodrillia cybele (Pilsbry & Lowe, 1932)[7]
- Cerodrillia elegans Fallon, 2016
- Cerodrillia girardi Lyons, 1972[8]
- Cerodrillia harryleei Fallon, 2016
- Cerodrillia jerrywallsi Poppe, Tagaro & Goto, 2018
- Cerodrillia minima Fallon, 2016
- Cerodrillia nicklesi (Knudsen, 1956)
- Cerodrillia occidua Fallon, 2016
- Cerodrillia perryae Bartsch & Rehder, 1939[9]
- Cerodrillia porcellana Fallon, 2016
- Cerodrillia sanibelensis Fallon, 2016
- Cerodrillia thea (Dall, 1884)[10]
- Cerodrillia yucatecana Fallon, 2016

Espécies trazidas para a sinonímia
- Cerodrillia abdera (Dall, 1919): sinônimo de Crassispira abdera (Dall, 1919)
- Cerodrillia bealiana (Schwengel & McGinty, 1942): sinônimo de Drillia bealiana (Schwengel & McGinty, 1942)
- Cerodrillia cervina (Bartsch, 1943): sinônimo de Viridrillia cervina Bartsch, 1943
- Cerodrillia coccinata (Reeve, 1845): sinônimo de Splendrillia coccinata (Reeve, 1845)
- Cerodrillia elissa (Dall, 1919): sinônimo de Leptadrillia elissa (Dall, 1919)
- Cerodrillia fuscocincta (C. B. Adams, 1850): sinônimo de Crassispira fuscocincta (C. B. Adams, 1850)
- Cerodrillia hannyae Jong & Coomans, 1988:[11] sinônimo de Bellaspira hannyae (De Jong & Coomans, 1988)
- Cerodrillia interpunctata E.A. Smith, 1882: sinônimo de Splendrillia interpunctata (E. A. Smith, 1882)
- Cerodrillia laevisculpta H. von Maltzan, 1883: sinônimo de Splendrillia coccinata (L.A. Reeve, 1845)
- Cerodrillia schroederi Bartsch & Rehder, 1939:[12] sinônimo de Lissodrillia schroederi (Bartsch & Rehder, 1939)
- Cerodrillia simpsoni (Simpson, 1886):[13] sinônimo de Lissodrillia simpsoni (Dall, 1887)
- Cerodrillia verrillii (Dall, 1881):[14] sinônimo de Lissodrillia verrillii (Dall, 1881)
- Cerodrillia williami (Bartsch, 1943): sinônimo de Viridrillia williami Bartsch, 1943